# واترلو (فیلم ۱۹۲۹)
واترلو (آلمانی: Waterloo) یک فیلم صامت جنگی به کارگردانی کارل گرونه با بازی چارلز وانل و اوتو گبور محصول ۱۹۲۹ میلادی است.